# HD 152079
HD 152079 — звезда, которая находится в созвездии Жертвенника на расстоянии около 280 световых лет от нас. Вокруг звезды обращается, как минимум, одна планета.

## Характеристики
HD 152079 — звезда 9-й величины, невидимая невооружённым глазом. Это жёлтый карлик главной последовательности, по своим свойствам сходный с Солнцем. Его масса практически равна солнечной.

## Планетная система
В 2010 году командой астрономов в рамках программы поиска планет на телескопе им. Магеллана было объявлено об открытии планеты HD 152079 b в системе. Она представляет собой газовый гигант с массой, приблизительно равной трём массам Юпитера. Планета обращается по вытянутой эллиптической орбите на среднем расстоянии 3,2 а. е. от родительской звезды. Открытие было совершено методом Доплера.